# Oswald von Nell-Breuning

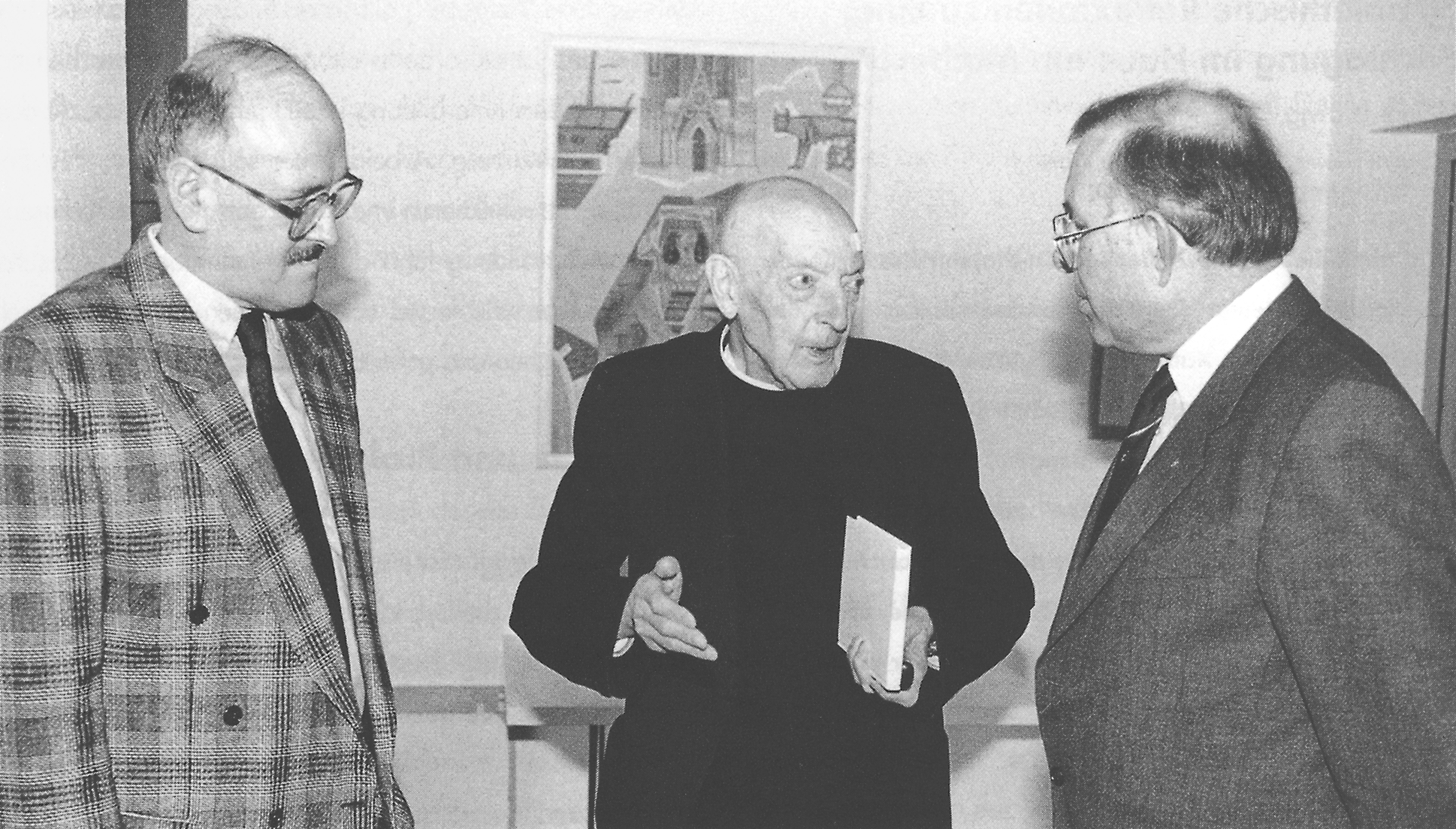
von Nell-Breuning tussen Prof. Heiner Ludwig (links) en Karl Nothof, voorzitter van de KAB

Oswald von Nell-Breuning (Trier, 8 maart 1890 - Frankfurt, 21 augustus 1991) was een Duits jezuïet, theoloog, filosoof en econoom. Hij geldt als nestor van de sociale leer van de Katholieke Kerk.
In 1911 trad Von Nell-Breuning in bij de jezuïeten en begon hij zijn noviciaat in 's-Heerenberg. Zijn studie filosofie nam hij in hetzelfde jaar op in het Limburgse Valkenburg. Na de studie deed hij van 1915 tot 1916 dienst in een lazaret tijdens de Eerste Wereldoorlog. Tussen 1916 en 1919 studeerde hij pastoraaltheologie in het Oostenrijkse Feldkirch en in Innsbruck. 
Tien jaar na zijn intrede bij de jezuïeten werd hij tot priester gewijd. Sinds zijn studietijd genoten de economie en de sociale verhouding in de maatschappij zijn belangstelling. In Münster promoveerde hij op de moraal van de effectenbeurs. Korte tijd later, in 1928, werd hij hoogleraar moraaltheologie, canoniek recht en maatschappijwetenschappen aan de filosofisch-theologische hogeschool in Frankfurt. 
Von Nell-Breuning is bekend geworden als nestor van de katholieke sociale leer. Hij heeft een stempel gedrukt op de in 1931 verschenen encycliek Quadragesimo Anno van paus Pius XI, die bedoeld was als vervolg op de encycliek Rerum Novarum uit 1891. In Nederland had hij contact met aalmoezenier Henri Poels, die zijn dienstwerk verrichtte in de zich industrialiserende Limburgse mijnstreek. In de jaren 1920, wanneer Von Nell in Düsseldorf verbleef, nam hij deel aan de discussies in de Augustinusvereniging, een vereniging van Zuid-Limburgse geestelijken die de gevolgen van industrialisering, immigratie en secularisatie onderzochten en bespraken. 
Door de steeds vooruitstrevende houding van Oswald von Nell legden de nationaalsocialisten hem vanaf 1936 een publicatie- en spreekverbod op. Na de oorlog oefende hij grote invloed uit op de discussies over de vakbeweging, medezeggenschap voor werknemers en andere sociale onderwerpen. Hij deed dit binnen de christendemocratische CDU alsook binnen de sociaaldemocratische SPD. 
Zijn bibliografie omvat ruim 1800 publicaties. Tot kort voor zijn honderdste verjaardag voegde hij daar nog zelf werken aan toe.
Von Nell-Breuning werd onder meer ereburger van zijn geboortestad Trier en van Frankfurt. Trier reikt om het jaar een naar hem genoemde prijs (10.000 euro) uit aan iemand van grote verdienste op het terrein van maatschappelijk engagement. Ook zijn er in Duitsland straten en scholen naar hem vernoemd.
- Biblioteca Nacional de España: XX1047212
- Bibliothèque nationale de France: cb121742775 (data)
- CiNii: DA02546038
- Digitale Bibliotheek voor de Nederlandse Letteren: nell007
- Gemeinsame Normdatei: 118586920
- International Standard Name Identifier: 0000 0001 0933 7476
- Library of Congress Control Number: n50032631
- Bibliotheek van het Japanse parlement: 00451102
- Nationale Bibliotheek van Tsjechië: js20011212142
- Nationale Bibliotheek van Polen: a0000001994364
- Nederlandse Thesaurus van Auteursnamen: 068665156
- LIBRIS: 337258
- Système universitaire de documentation: 030297206
- Virtual International Authority File: 109793870
- WorldCat: E39PBJp63j4KDmmMt9QMPRmWXd